# Apodostigma pallens
Apodostigma pallens är en benvedsväxtart som först beskrevs av Jules Émile Planchon och Daniel Oliver, och fick sitt nu gällande namn av Rudolf Wilczek. Apodostigma pallens ingår i släktet Apodostigma och familjen Celastraceae.

## Underarter
Arten delas in i följande underarter:
- A. p. capuroniana
- A. p. buchholzii
- A. p. dummeri